# Zoi Konstantopoulou
Zoi Konstantopoulou (Grieks: Ζωή Κωνσταντοπούλου) (Athene, 6 december 1976) is een Griekse juriste en politica. Bij de verkiezingen van januari 2015 werd ze verkozen tot lid van het Griekse parlement namens SYRIZA. Met 235 van de 300 stemmen werd ze vervolgens op 6 februari 2015 verkozen tot parlementsvoorzitter.
Op 31 augustus 2015 maakte Konstantopoulou bekend de politieke partij Volkseenheid te steunen. Voorheen was zij lid van SYRIZA. Volkseenheid behaalde echter niet de kiesdrempel bij de parlementsverkiezingen van september 2015. 